# Idaea sicula
Idaea sicula là một loài bướm đêm trong họ Geometridae.